# Dragan Bogavac
Dragan Bogavac (czarn.: Драган Богавац, ur. 7 kwietnia 1980 w Bijelo Polje) – czarnogórski piłkarz występujący na pozycji napastnika. Reprezentant Jugosławii.

## Kariera klubowa
Bogavac karierę rozpoczynał w sezonie 1996/1997 w zespole FK Brskovo. W 1999 roku został graczem drugoligowego Rudara Pljevlja, a w sezonie 2000/2001 awansował z nim do pierwszej ligi. W trakcie sezonu 2001/2002 odszedł do innego pierwszoligowca, Crvenej zvezdy. W sezonie 2001/2002 zdobył z nią Puchar Jugosławii, a w sezonie 2003/2004 mistrzostwo Serbii i Czarnogóry oraz Puchar Serbii i Czarnogóry.
W 2005 roku Bogavac przeszedł do niemieckiego drugoligowca, Wackera Burghausen. W 2. Bundeslidze zadebiutował 8 września 2005 w zremisowanym 1:1 meczu z SpVgg Unterhaching. Graczem Wackera był przez dwa sezony. Następnie występował w innych zespołach 2. Bundesligi - TuS Koblenz, SC Paderborn 07 oraz 1. FSV Mainz 05. Wraz z Mainz w sezonie 2008/2009 awansował do Bundesligi. Bogavac wystąpił w niej jeden raz, 12 września 2009 w wygranym 2:1 spotkaniu z Herthą.
W 2011 roku został graczem kazachskiego klubu FK Astana. Spędził tam sezon 2011. Potem grał jeszcze w serbskim OFK Beograd, gdzie w 2014 roku zakończył karierę.

## Kariera reprezentacyjna
Bogavac wystąpił jeden raz w reprezentacji Jugosławii, 17 kwietnia 2002 w wygranym 4:1 towarzyskim meczu z Litwą.
W reprezentacji Czarnogóry zadebiutował 12 września 2007 w przegranym 1:2 towarzyskim pojedynku ze Szwecją. W latach 2007–2008 w drużynie narodowej rozegrał 6 spotkań.